# Smittium esteparum
Smittium esteparum är en svampart som beskrevs av Ferrington, Lichtw. & López-Lastra 1999. Smittium esteparum ingår i släktet Smittium och familjen Legeriomycetaceae.   Inga underarter finns listade i Catalogue of Life.